# 八多川 (兵庫県)
八多川（はたがわ）は、兵庫県南東部を流れる河川で、二級水系の支流。本流の武庫川の支流有野川の支流である。流域が神戸市内で完結している。

## 地理
水源は丹生山系の山の奥にある池である。
水源からしばらくは山だが、数十分歩くと八多集落周辺に出る。
さらに川沿いを進むと八多中地区や道場町が見えて、武庫川へと出る。
また流域に住宅密集地があり下水が流れ込んでいる。

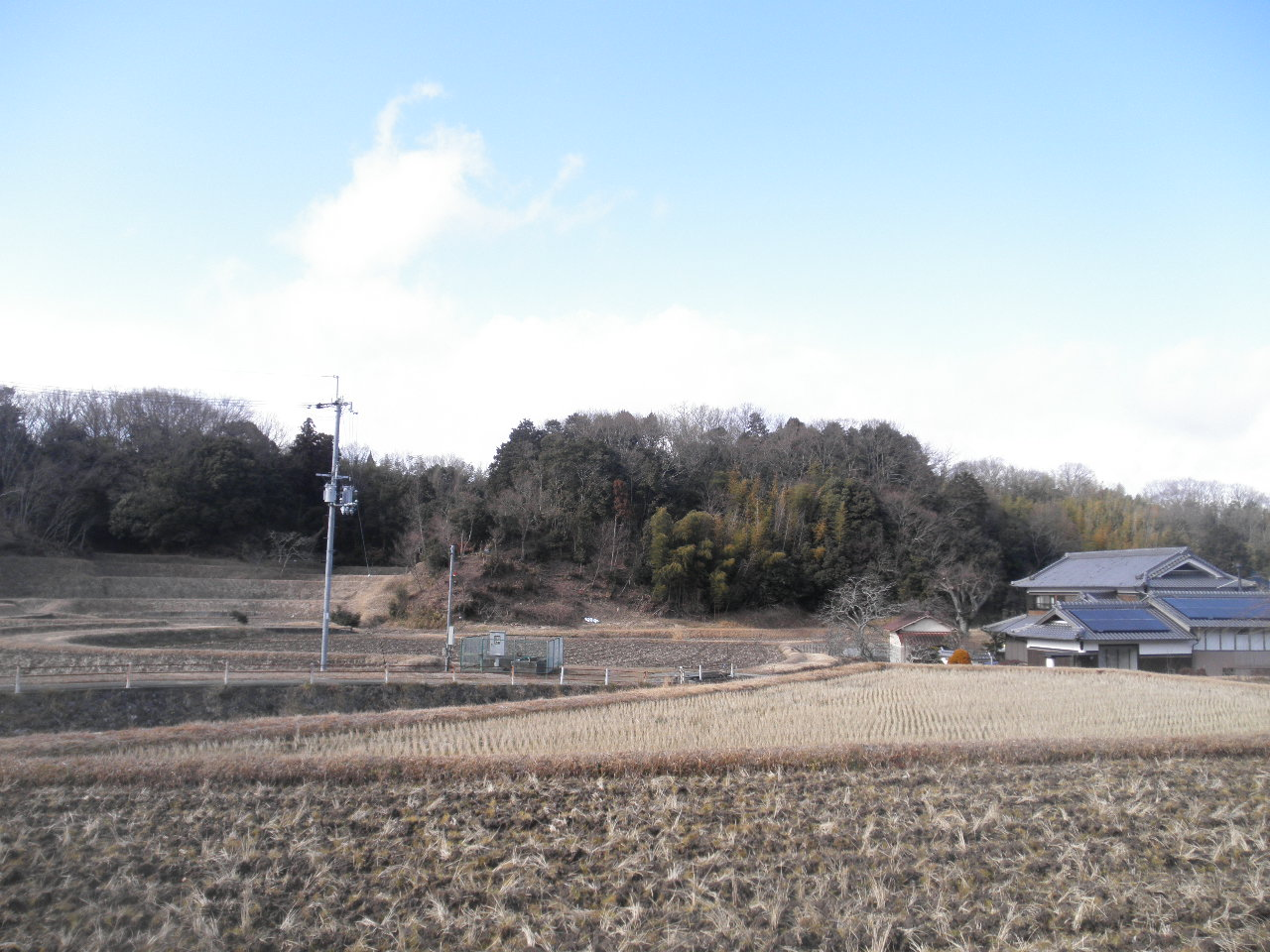
八多町附物

## 並行する交通

### 神姫バス
八多学校前経由 道場南口駅

#### 八多淡河バス
- 八多学校前・淡河経由　三木営業所
- 八多学校前・淡河経由　恵比須駅
- 八多学校前経由 淡河

### 道路
県道38号線

## 流域の観光地
- 常楽寺
- 八多神社

## 流域の住宅街
- 藤原台
- 北神星和台
- 鹿の子台